# Eisenbahnunfall von Tommerup
Der Eisenbahnunfall von Tommerup ereignete sich am 21. Oktober 1946 im Bahnhof Tommerup auf der dänischen Insel Fünen. Bei dem Unfall starben drei Menschen.

## Ausgangslage
Im Bahnhof Tommerup bestand neben den Durchfahrgleisen ein Stumpfgleis, von dem die Züge über die Bahnstrecke Tommerup–Assens nach Assens verkehrten. Es endete kurz vor dem Empfangsgebäude. Am Unfalltag war dort am Güterschuppen ein Güterwagen abgestellt.
Um 17:05 Uhr sollte auf dem Durchgangsgleis ein verspäteter Güterzug den Bahnhof passieren. Der Güterzug wurde von der Dampflokomotive H 795 geführt.
Ein Personenzug aus Assens wurde ebenfalls erwartet, auf den im Empfangsgebäude mehrere Reisende für die Rückfahrt nach Assens warteten.

## Unfallhergang
Die Fahrstraße für den aus Assens erwarteten Zug wurde bereits eingestellt, bevor der verspätete Güterzug den Bahnhof passiert hatte. Dieser gelangte dadurch auf das Stumpfgleis und schob den Güterwagen in die Wartehalle des Bahnhofsgebäudes.

## Folgen
Drei Reisende in der Wartehalle starben, vier weitere wurden verletzt.
Die Bergung des Güterwagens erfolgte mit dem Kran DSB Nr. 4.

## Wissenswert
Der im selben Jahr hergestellte Dokumentarfilm Togkatastrofen ved Tommerup Station enthält Aufnahmen vom Unfallort.